# Bradner (Ohio)
Pour les articles homonymes, voir Bradner.
Bradner est un village américain situé dans le comté de Wood, dans l'Ohio. Selon le recensement de 2010, sa population est de 985 habitants.